# Young Glacier
Young Glacier är en glaciär i Antarktis. Den ligger i Västantarktis. Chile gör anspråk på området. Young Glacier ligger 801 meter över havet.
Terrängen runt Young Glacier är varierad. Trakten är obefolkad. Det finns inga samhällen i närheten. 